# تورازا بيمنتة
تورازا بيمنتة هي بلدية في مدينة تورينو الحضرية، في منطقة بيمنتة الإيطالية، على بعد حوالي 25 كيلومترا شمال شرق تورينو.

## وصلات خارجية
- الموقع الرسمي